# Heterocarpha
Heterocarpha es un género de plantas herbáceas perteneciente a la familia de las poáceas. Es originario del este de África tropical.
Algunos autores los incluyen en el género Drake-Brockmania.

## Especies
- Heterocarpha haareri Stapf & C.E. Hubb.
- Heterocarpha schiemanniana Schweick.